# Tisamenus draconina
Tisamenus draconina är en insektsart som först beskrevs av John Obadiah Westwood 1848.  Tisamenus draconina ingår i släktet Tisamenus och familjen Heteropterygidae. Inga underarter finns listade i Catalogue of Life.